# Shelley Berman
Shelley Berman, all'anagrafe Sheldon Leonard Berman (Chicago, 3 febbraio 1925 – Bell Canyon, 1º settembre 2017), è stato un attore e comico statunitense.

## Biografia
Berman nacque a Chicago, nell'Illinois, il 3 febbraio del 1925 da una famiglia ebraica, figlio di Nathan Berman e di Irene Marks. Dopo essersi sposato nel 1947 con Sarah Herman (con la quale adotterà due figli: Rachel e Joshua, quest'ultimo morto a 12 anni per un tumore al cervello nel 1977), nel 1949 si trasferì a New York. Lavorò in entrambe le città per la compagnia comica The Second City. 
Nel 1957 ottenne un contratto con la Verve Records per la pubblicazione di comedy album. Vinse anche un Grammy Award per la miglior registrazione non musicale. Partecipò a diverse produzioni di Broadway e continuò a lavorare sul palcoscenico con La strana coppia, Fiddler on the Roof, Prigioniero della seconda strada, Guys and Dolls e altri spettacoli.
Lavorò con successo anche in televisione e al cinema. Tra i film in cui compare vi sono L'amaro sapore del potere (1964), Divorzio all'americana (1967), Ogni uomo dovrebbe averne due (1970), Mi presenti i tuoi? (2004), L'amore non va in vacanza (2006) e Zohan - Tutte le donne vengono al pettine (2008).

## Filmografia

### Cinema
- Dementia, regia di John Parker (1955)
- L'amaro sapore del potere (The Best Man), regia di Franklin J. Schaffner (1964)
- Divorzio all'americana (Divorce American Style), regia di Bud Yorkin (1967)
- Ogni uomo dovrebbe averne due (Every Home Should Have One), regia di Jim Clark (1970)
- Beware! The Blob, regia di Larry Hagman (1972)
- Rented Lips, regia di Robert Downey Sr. (1988)
- Cara dolce strega (Teen Witch), regia di Dorian Walker (1989)
- Elliot Fauman, Ph.D., regia di Ric Klass (1990)
- Motorama, regia di Barry Shils (1991)
- In God We Trust, cortometraggio, regia di Jason Reitman (2000)
- The Last Producer, regia di Burt Reynolds (2000)
- Mi presenti i tuoi? (Meet the Fockers), regia di Jay Roach (2004)
- L'amore non va in vacanza (The Holiday), regia di Nancy Meyers (2006)
- Zohan - Tutte le donne vengono al pettine (You Don't Mess with the Zohan), regia di Dennis Dugan (2008)
- La leggenda della montagna incantata (The Legend of Secret Pass), solo voce, regia di Steve Trenbirth (2010)

### Televisione
- The Philco Television Playhouse – serie TV, 1 episodio (1954)
- Goodyear Television Playhouse – serie TV, 1 episodio (1955)
- Peter Gunn – serie TV, episodio 2x04 (1959)
- Ai confini della realtà (The Twilight Zone) – serie TV, episodio 2x27 (1961)
- General Electric Theater – serie TV, episodio 10x05 (1961)
- Car 54, Where Are You? – serie TV, 1 episodio (1961)
- Gli uomini della prateria (Rawhide) – serie TV, episodio 4x15 (1962)
- Breaking Point – serie TV, 1 episodio (1963)
- La legge di Burke (Burke's Law) – serie TV, episodio 2x03 (1964)
- Vita da strega (Bewitched) – serie TV, 1 episodio (1964)
- Mr. Roberts (Mister Roberts) – serie TV, episodio 1x17 (1966)
- Hollywood Talent Scouts – serie TV, 1 episodio (1966)
- Organizzazione U.N.C.L.E. (The Man from U.N.C.L.E.) – serie TV, 1 episodio (1966)
- Un eroe da quattro soldi (The Hero) – serie TV, 1 episodio (1966)
- Agenzia U.N.C.L.E. (The Girl from U.N.C.L.E.) – serie TV, episodio 1x17 (1967)
- Get Smart – serie TV, 1 episodio (1967)
- That's Life – serie TV, 3 episodi (1968-1969)
- Mary Tyler Moore Show – serie TV, 1 episodio (1970)
- Adam-12 – serie TV, 1 episodio (1971)
- Love, American Style – serie TV, 3 episodi (1970-1971)
- Squadra emergenza (Emergency!) – serie TV, 1 episodio (1974)
- Pepper Anderson agente speciale (Police Woman) – serie TV, 1 episodio (1975)
- Forever Fernwood – serie TV (1977)
- Vega$ – serie TV, 1 episodio (1978)
- Angeli volanti (Flying High) – serie TV, 1 episodio (1978)
- Brenda Starr, Reporter – film TV (1979)
- Eischied – serie TV, 1 episodio (1979)
- CHiPs – serie TV, 2 episodi (1978-1981)
- Matt Houston – serie TV, 1 episodio (1983)
- Brothers – serie TV, 2 episodi (1984)
- Hotel – serie TV, 1 episodio (1985)
- Supercar (Knight Rider) – serie TV, 1 episodio (1985)
- A cuore aperto (St. Elsewhere) – serie TV, 1 episodio, solo voce (1987)
- Mike Hammer investigatore privato (Mike Hammer) – serie TV, 1 episodio (1987)
- CBS Summer Playhouse – serie TV, 1 episodio (1987)
- ABC Afterschool Specials – serie TV, 1 episodio (1987)
- Giudice di notte (Night Court) – serie TV, 1 episodio (1988)
- What's Alan Watching? – special TV (1989)
- I mostri vent'anni dopo (The Munsters Today) – serie TV, 1 episodio (1989)
- L'amico di legno (What a Dummy) – serie TV, 1 episodio (1990)
- Monsters – serie TV, 1 episodio (1991)
- MacGyver – serie TV, 1 episodio (1991)
- Walter & Emily – serie TV (1991)
- Carol Leifer: Gaudy, Bawdy & Blue – film TV (1992)
- Civil Wars – serie TV, 1 episodio (1992)
- Avvocati a Los Angeles (L.A. Law) – serie TV, 6 episodi (1992-1993)
- Garfield e i suoi amici (Garfield and Friends) – serie TV, 1 episodio, solo voce (1994)
- Living Single – serie TV, 1 episodio (1995)
- The Blues Brothers Animated Series – serie TV, 8 episodi, solo voce (1997)
- Friends – serie TV, 2 episodi (1996-1997)
- Chicago Sons – serie TV, 1 episodio (1997)
- Arli$$ – serie TV, 1 episodio (1998)
- L.A. Doctors – serie TV, 1 episodio (1999)
- Providence – serie TV, 1 episodio faccre(2000)
- Walker Texas Ranger – serie TV, 1 episodio (2000)
- That's My Bush! – serie TV, 1 episodio (2001)
- Lizzie McGuire – serie TV, 1 episodio (2002)
- The King of Queens – serie TV, 1 episodio (2003)
- Dead Like Me – serie TV, 1 episodio (2004)
- Grey's Anatomy – serie TV, 1 episodio (2005)
- Entourage – serie TV, 1 episodio (2007)
- State of Mind – serie TV, 1 episodio (2007)
- Boston Legal – serie TV, 11 episodi (2006-2008)
- Hannah Montana – serie TV, 1 episodio (2008)
- Pushing Daisies – serie TV, 1 episodio (2008)
- CSI: NY – serie TV, 1 episodio (2009)
- The Unusuals - I soliti sospetti (The Unusuals) – serie TV, 1 episodio (2009)
- Avvocati a New York (Raising the Bar) – serie TV, 1 episodio (2009)
- Curb Your Enthusiasm – serie TV, 13 episodi (2002-2009)
- Hawaii Five-0 – serie TV, 1 episodio (2012)

## Doppiatori italiani
Nelle versioni in italiano delle opere in cui ha recitato, Shelley Berman è stato doppiato da:
- Luciano De Ambrosis in CSI: NY
- Sergio Tedesco in Walker Texas Ranger
- Ugo Maria Morosi in Hawaii Five-0

Da doppiatore è sostituito da:
- Sandro Iovino in La leggenda della montagna incantata